# 風野潮
風野 潮（かぜの うしお、1962年6月23日 - ）は日本の児童文学作家。「プレアデス」同人。女性。

## 来歴
大阪府和泉市出身、箕面市在住。大阪府立鳳高等学校、桃山学院大学社会学部卒業。大学時代は吹奏楽部に所属した経験を持ち、『ビート・キッズ』『モデラートで行こう♪』など音楽を題材とした作品を得意とする。『もう一度キックオフ』（サッカー）、『クリスタル エッジ』（フィギュアスケート）、『竜巻少女』（野球）などスポーツを題材としたものも多く、いずれの作品にも女子選手が登場する。
1997年、大阪の中学の吹奏楽部を舞台とした『ビート・キッズ』で第38回講談社児童文学新人賞を受賞、1998年、第36回野間児童文芸新人賞、第9回椋鳩十児童文学賞を受賞。児童文学の新人賞を総なめする。日本児童文芸家協会、日本文藝家協会会員。2005年、塩屋俊監督の手で『ビートキッズ』が映画化される。出演はHUNGRY DAYS、相武紗季、豊川悦司など。

## 作品
- 『ビート・キッズ』シリーズ
  - 『ビート・キッズ』（講談社・1998、講談社文庫・2006）
  - 『ビート・キッズ2』（講談社・1999、講談社文庫・2006）
  - コミック版『ビート・キッズ』（デザートコミックス・2006）絵：マッサ留美子
  - 『ビート・キッズ 青い鳥文庫版』（青い鳥文庫・2010）絵：桑原草太
  - 『ゲンタ！』[3]（ほるぷ出版・2013）装画：菅野裕美
- 『いとしのドリー』（岩崎書店・2003）絵：白井弓子
- 『満月を忘れるな!』シリーズ
  - 『満月を忘れるな!』（講談社・2003）
  - 『続・満月を忘れるな!』（講談社・2004）
- 『森へようこそ』（ジャイブカラフル文庫・2004、ピュアフル文庫・2006）
- 『もう一度キックオフ』（岩崎書店・2004）
- 『アクエルタルハ』シリーズ　絵：竹岡美穂
  - 『アクエルタルハ1 森の少年』（ジャイブ・2004）
  - 『アクエルタルハ2 風の都』（ジャイブ・2005）
  - 『アクエルタルハ3 砂漠を飛ぶ船』（ジャイブ・2005）
  - 『アクエルタルハ1～森の少年と火の髪を持つ少女』 （integral・2010)
  - 『アクエルタルハ2～空飛ぶ船と天翔ける白銀の蛇』（integral・2010)
- 『ぼくはアイドル?』（岩崎書店・2006）絵：亜沙美
- 『テリアさんとぼく』（岩崎書店・2007）絵：亜沙美
- 『マジカル・ドロップス』（光文社・2007、光文社文庫・2010）
- 『モデラートで行こう♪』（ピュアフル文庫・2007、ポプラ文庫ピュアフル・2010）
- 『小さな空』（ジャイブ・2008）ISBN 978-4861765216
- 『エリアの魔剣』シリーズ
  - 『エリアの魔剣1』（岩崎書店・2008）
  - 『エリアの魔剣2』（岩崎書店・2009）
  - 『エリアの魔剣3』（岩崎書店・2011）
- 『クリスタルエッジ』シリーズ
  - 『クリスタルエッジ』（講談社・2009）
  - 『クリスタルエッジ　目指せ4回転!』（講談社・2010）
  - 『クリスタルエッジ　決戦・全日本へ!』（講談社・2011）
- 『明日ハ晴レカナ曇リカナ』（文藝春秋・2010）
- 『桜石探検隊』（角川学芸出版・2010）
- 『竜巻少女』シリーズ　絵：たかみね駆[4]
  - 『竜巻少女1 嵐なピッチャーがやってきた!』（青い鳥文庫・2012）
  - 『竜巻少女2 うちのエースはお嬢様!?』（青い鳥文庫・2012）
  - 『竜巻少女3 あのマウンドにもう一度！』（青い鳥文庫・2012）
- 『レントゲン』[5]（講談社・2013）
- 『氷の上のプリンセス』シリーズ　[6]　絵：Nardack
  - 『氷の上のプリンセス　ジゼルがくれた魔法の力』（青い鳥文庫・2014）
  - 『氷の上のプリンセス　オーロラ姫と村娘ジゼル』（青い鳥文庫・2014）
  - 『氷の上のプリンセス　カルメンとシェヘラザード』（青い鳥文庫・2014）
  - 『氷の上のプリンセス　こわれたペンダント』（青い鳥文庫・2015）
  - 『氷の上のプリンセス　波乱の全日本ジュニア』（青い鳥文庫・2015）
  - 『氷の上のプリンセス　はじめての国際大会』（青い鳥文庫・2015）
  - 『氷の上のプリンセス　夢への強化合宿』（青い鳥文庫・2016）
  - 『氷の上のプリンセス　エアメールの約束』（青い鳥文庫・2016）
- 『歌う樹の星』（ポプラ社・2015）装画：友風子